# 1.º Reduto da Madalena
O 1.º Reduto da Madalena localizava-se na freguesia da Madalena, no concelho de mesmo nome, na ilha do Pico, nos Açores.
Em posição dominante sobre este trecho do litoral, constituiu-se em uma fortificação destinada à defesa do ancoradouro da Areia Funda contra os ataques de piratas e corsários, outrora frequentes nesta região do oceano Atlântico.
Ao longo dos séculos, devido à sua posição privilegiada sobre o canal do Faial, fronteira à cidade da Horta na ilha do Faial, por onde era escoada a produção vinícola do verdelho, constituiu-se no principal porto da ilha.

## História
No contexto da Guerra da Sucessão Espanhola (1702-1714) encontra-se referido, juntamente com o 2.º Reduto da Madalena, como "Dous Redutos da Madalena, e a arèa larga, e S. Roque." na relação "Fortificações nos Açores existentes em 1710".
Um destes dois redutos na Madalena pode ter dado origem ao chamado Forte da Madalena.
A estrutura não chegou até aos nossos dias.